# Variante di conio
Le varianti di conio sono le monete modificate rispetto alla tipologia originaria. Questo può avvenire per diversi motivi come ad esempio la correzione di errori, il miglioramento delle caratteristiche della moneta, l'attività di manutenzione dei conii e dei punzoni. 
Un esempio celebre di variante di conio è la moneta bimetallica da 1000 lire della Repubblica Italiana inizialmente coniata con i confini di alcuni stati europei sbagliati e successivamente corretta.
Altro esempio di variante Rara e ricercata dai collezionisti è il 100 lire 1993 ITALIA "Testa piccola". Conio successivamente corretto.
Da non confondersi con gli errori di conio o i difetti di conio.

Lire 1000, normale (destra) e con i confini della Germania sbagliati (sinistra).